# Ferdinand Wacker
Franz Ferdinand Wacker (* 18. April 1831 in Oberoppurg; † 20. August 1895 in Langenwetzendorf) war ein deutscher Gutsbesitzer und Politiker.

## Leben
Wacker war der Sohn des Pfarrers Joseph Ferdinand Wacker (von 1848 bis 1869 Pfarrer in Oberoppurg) und dessen Ehefrau Christiana Henrietta geborene Koch. Wacker, der evangelisch-lutherischer Konfession war, heiratete am 5. Mai 1857 in Langenwetzendorf Marie Agnes Heller (* 22. Juli 1833 in Hohenleuben; † 16. August 1900 ebenda), die Tochter des Bauerngutsbesitzers Johann Friedrich Heller in Langenwetzendorf.
Wacker war Besitzer des größten Guts in Langenwetzendorf.
Vom 31. Oktober 1883 bis zum 14. September 1889 war er Mitglied im Landtag Reuß jüngerer Linie. Dort war er mehrfach Schriftführer.